# Discografia delle AKB48
La discografia delle AKB48, gruppo creato da Yasushi Akimoto nel 2005, consta di sei album studio, dodici album dal vivo e 41 singoli. In aggiunta, il 1º gennaio 2013, il gruppo ha pubblicato un totale di venti album contenenti i brani eseguiti durante i vari stage teatrali in versione studio.

## Album in studio
| Anno | Informazioni | Oricon Weekly Albums Chart | Oricon sales    | Certificazioni (RIAJ) |
| ---- | --- | -------------------------- | --------------- | --------------------- |
| 2008 | Set List: Greatest Songs 2006-2007 (SET LIST～グレイテストソングス 2006-2007～?) - Pubblicato: 1º gennaio 2008 - Ripubblicato il 14 luglio 2010 con il titolo Set List: Greatest Songs Kanzenban - Etichetta: DefStar Records (DFCL-1429/30 (vers. limilata), DFCL-1431 (vers. standard), DFCL-1653 (Kanzen)*) - Formati: CD, digitale | 29 2*                      | 53.000 169.000* | Platino (250.000+)    |
| 2010 | Kamikyokutachi (神曲たち? "Capolavori") - Pubblicato: 7 aprile 2010 - Etichetta: King Records (KIZC-65/6 (edizione standard), NKCD-6512/3 (vers. teatrale)) - Formati: CD, digitale | 1                          | 556.000         | Doppio platino        |
| 2011 | Koko ni ita koto (ここにいたこと? "Siamo stati qui") - Pubblicato: 8 giugno 2011 - Etichetta: King Records (KIZC-90117/8 (edizione limitata), KIZC-117/8 (edizione standard), NKCD-6546 (vers. teatrale)) - Formati: CD, digitale | 1                          | 866.000         | Million (1.000.000+)  |
| 2012 | 1830m - Pubblicato: 15 agosto 2012 - Etichetta: King Records (KIZC-163/4/5 (ed. standard), NKCD-6611/2 (vers. teatrale)) - Formati: CD, digitale | 1                          | 1.042.872+      | Million (1.000.000+)  |
| 2014 | Tsugi no ashiato (次の足跡? "Il prossimo passo") - Pubblicato: 22 gennaio 2014 - Etichetta: King Records (KIZC-90240/1/2 (ed. limitata), KIZC-90243/4 (ed. standard A), KIZC-90245/6 (ed. standard), NKCD-6655 (vers.teatrale)) - Formati: CD, digitale                                                                                | 1                          | 1.041.951       | Million (1.000.000+)  |
| 2015 | Koko ga Rhodes da, koko de tobe! (ここがロドスだ、ここで跳べ!?) - Pubblicato: 21 gennaio 2015 - Etichetta: King Records (KIZC-90265～7 (ed. limitata A), KICS-3162～3 (ed. standard A), KICS-3164～5 (ed. standard B), NKCD-6695 (vers. teatrale)) - Formati: CD, digitale                                                             | 1                          | 780.591         |                       |
| 2017 | Thumbnail (サムネイル) - Pubblicato: 25 gennaio 2017 - Etichetta: King Records (KIZC-370〜1 (ed. standard A), KICS-3468 (ed. standard B), NKCD-6777 (vers. teatrale) - Formati: CD, digitale |                            |                 |                       |

*Riedizione del 2010 di Set List: Greatest Songs Kanzenban (SET LIST～グレイテストソングス～完全盤?)

## Album dal vivo
| Anno            | #               | Titolo | Cat. nr.        | Pubblicazione     | Oricon Weekly Albums Chart                       | Vendite                                          |
| DefStar Records | DefStar Records | DefStar Records                                                                                                   | DefStar Records | DefStar Records   | DefStar Records                                  | DefStar Records                                  |
| --------------- | --------------- | --- | --------------- | ----------------- | ------------------------------------------------ | ------------------------------------------------ |
| 2007            | 1               | Team A 1st Stage "Party ga hajimaru yo" (チームA 1st Stage「PARTYが始まるよ」? "La festa è iniziata")             | DFCL-1351       | 21 marzo 2007     | 180                                              | 1,200                                            |
| 2007            | 2               | Team A 2nd Stage "Aitakatta" (チームA 2nd Stage「会いたかった」? "Mi sei mancato")                                | DFCL-1352       | 21 marzo 2007     | 181                                              | 1,200                                            |
| 2007            | 3               | Team A 3rd Stage "Dareka no tame ni" (チームA 3rd Stage「誰かのために」? "Per qualcuno")                          | DFCL-1353       | 21 marzo 2007     | 160                                              | 1,300                                            |
| 2007            | 4               | Team K 1st Stage "Party ga hajimaru yo" (チームK 1st Stage「PARTYが始まるよ」? "La festa è iniziata")             | DFCL-1354       | 21 marzo 2007     | 247                                              | 900                                              |
| 2007            | 5               | Team K 2nd Stage "Seishun girls" (チームK 2nd Stage「青春ガールズ」? "Giovani ragazze")                           | DFCL-1355       | 21 marzo 2007     | 190                                              | 1,100                                            |
| 2007            | 6               | Team K 3rd Stage "Nōnai paradise" (チームK 3rd Stage「脳内パラダイス」?)                                          | DFCL-1356       | 21 marzo 2007     | 188                                              | 1,100                                            |
| AKS             |                 | |                 |                   |                                                  |                                                  |
| 2008            | 7               | Team A 5th Stage "Ren'ai kinshi jōrei" (チームA 5th Stage「恋愛禁止条例」? "Regola della proibizione dell'amore") | AKB-D2021       | 11 agosto 2008    | Venduto soltanto presso l'AKB48 Theater e online | Venduto soltanto presso l'AKB48 Theater e online |
| 2008            | 8               | Team K 5th Stage "Saka agari" (チームK 5th Stage「逆上がり」? "Back hip circle")                                  | AKB-D2022       | 11 agosto 2008    | Venduto soltanto presso l'AKB48 Theater e online | Venduto soltanto presso l'AKB48 Theater e online |
| 2008            | 9               | Team B 4th Stage "Idol no yoake" (チームB 4th Stage「アイドルの夜明け」? "L'alba delle idol")                     | AKB-D2023       | 11 agosto 2008    | Venduto soltanto presso l'AKB48 Theater e online | Venduto soltanto presso l'AKB48 Theater e online |
| 2010            | 10              | Team K 6th Stage "Reset" (チームK 6th Stage「RESET」?)                                                            | AKB-D2057       | 7 agosto 2010     | Venduto soltanto presso l'AKB48 Theater e online | Venduto soltanto presso l'AKB48 Theater e online |
| 2010            | 11              | Team B 5th Stage "Theater no megami" (チームB 5th Stage「シアターの女神」? "La dea del teatro")                   | AKB-D2058       | 7 agosto 2010     | Venduto soltanto presso l'AKB48 Theater e online | Venduto soltanto presso l'AKB48 Theater e online |
| 2010            | 12              | Team A 6th Stage "Mokugekisha" (チームA 6th Stage「目撃者」? "Testimone oculare")                                 | AKB-D2059       | 18 settembre 2010 | Venduto soltanto presso l'AKB48 Theater e online | Venduto soltanto presso l'AKB48 Theater e online |

## Singoli
| Anno | #  | Titolo                                        | Note                                        | Posizione in classifica     | Posizione in classifica  | Posizione in classifica   | Vendite Oricon  | Vendite Oricon |
| Anno | #  | Titolo                                        | Note                                        | Oricon Weekly Singles Chart | Billboard Japan Hot 100* | RIAJ Digital Track Chart* | Prima settimana | Totale         |
| ---- | -- | --------------------------------------------- | ------------------------------------------- | --------------------------- | ------------------------ | ------------------------- | --------------- | -------------- |
| 2006 | 1  | Sakura no hanabiratachi                       | Singoli indipendenti                        | 10                          |                          |                           | 22,011          | 46,274+        |
| 2006 | 2  | Skirt, hirari                                 | Singoli indipendenti                        | 13                          | 13,349                   | 20,609+                   |                 |                |
| 2006 | 1  | Aitakatta                                     | Singolo di debutto sotto la DefStar Records | 12                          | 32**                     | 17,481                    | 55,308+         |                |
| 2007 | 2  | Seifuku ga jama o suru                        |                                             | 7                           |                          | 16,866                    | 21,989+         |                |
| 2007 | 3  | Keibetsu shiteita aijō                        |                                             | 8                           | 20,323                   | 22,671+                   |                 |                |
| 2007 | 4  | Bingo!                                        |                                             | 6                           | 21,830                   | 25,611+                   |                 |                |
| 2007 | 5  | Boku no taiyō                                 | Sigla di apertura dell'anime Deltora Quest  | 6                           | 25,946                   | 28,840+                   |                 |                |
| 2007 | 6  | Yūhi o miteiru ka?                            |                                             | 10                          | 15,370                   | 18,429+                   |                 |                |
| 2008 | 7  | Romance, irane                                |                                             | 6                           | 22                       | 19,303                    | 23,209+         |                |
| 2008 | 8  | Sakura no hanabiratachi 2008                  |                                             | 10                          | 26                       | 22,112                    | 25,482+         |                |
| 2008 | 9  | Baby! Baby! Baby!                             | Digital single                              |                             | x                        |                           |                 |                |
| 2008 | 10 | Ōgoe diamond                                  | Primo singolo sotto la King Records         | 3                           | 13                       | 51**                      | 48,258          | 96,566+        |
| 2009 | 11 | 10nen zakura (10年桜?, Jūnen Zakura)          |                                             | 3                           | 13                       |                           | 66,226          | 124,700+       |
| 2009 | 12 | Namida surprise!                              |                                             | 2                           | 5                        | 28                        | 104,180         | 168,000        |
| 2009 | 13 | Iiwake Maybe                                  |                                             | 2                           | 2                        | 11                        | 90,774          | 145,776+       |
| 2009 | 14 | River                                         |                                             | 1                           | 2                        | 17                        | 178,579         | 260,553+       |
| 2010 | 15 | Sakura no shiori                              |                                             | 1                           | 1                        | 15                        | 317,828         | 404,696+       |
| 2010 | 16 | Ponytail to shushu                            |                                             | 1                           | 1                        | 4                         | 513,453         | 740,291+       |
| 2010 | 17 | Heavy Rotation                                | Numero uno RIAJ per due settimane           | 1                           | 1                        | 1                         | 527,336         | 880,761+       |
| 2010 | 18 | Beginner                                      |                                             | 1                           | 1                        | 2                         | 826,989         | 1,039,352+     |
| 2010 | 19 | Chance no Junban                              |                                             | 1                           | 1                        | 12                        | 596,769         | 694,042+       |
| 2011 | 20 | Sakura no ki ni narō                          |                                             | 1                           | 1                        | 3                         | 942,479         | 1,081,686+     |
| 2011 | —  | Dareka no Tame ni: What Can I Do for Someone? | Singolo digitale per beneficenza            |                             | 17                       | 2                         |                 |                |
| 2011 | 21 | Everyday, Katyusha                            | Numero uno Japan Hot 100 per due settimane  | 1                           | 1                        | 1                         | 1,333,969       | 1,608,299+     |
| 2011 | 22 | Flying Get                                    | Numero uno RIAJ per tre settimane           | 1                           | 1                        | 1                         | 1,354,492       | 1,625,849+     |
| 2011 | 23 | Kaze wa fuiteiru                              | Numero uno RIAJ per tre settimane           | 1                           | 1                        | 1                         | 1,300,482       | 1,457,113+     |
| 2011 | 24 | Ue kara Mariko                                |                                             | 1                           | 1                        | 3                         | 1,198,864       | 1,304,903+     |
| 2012 | 25 | Give Me Five!                                 |                                             | 1                           | 1                        | 1                         | 1,287,217       | 1,436,519+     |
| 2012 | 26 | Manatsu no Sounds Good!                       |                                             | 1                           | 1                        | 1                         | 1,616,795       | 1,822,220+     |
| 2012 | 27 | Gingham Check                                 |                                             | 1                           | 1                        |                           | 1,181,966       | 1,316,240+     |
| 2012 | 28 | Uza                                           |                                             | 1                           | 1                        | 1,128,696                 | 1,262,707+      |                |
| 2012 | 29 | Eien Pressure                                 |                                             | 1                           | 1                        | 1,073,499                 | 1,206,869+      |                |
| 2013 | 30 | So Long!                                      |                                             | 1                           | 1                        | 1,035,986                 | 1,132,853+      |                |
| 2013 | 31 | Sayonara Crawl                                |                                             | 1                           | 1                        | 1,762,873                 | 1,955,800+      |                |
| 2013 | 32 | Koisuru Fortune Cookie                        |                                             | 1                           | 1                        | 1,330,432                 | 1,503,487+      |                |

* La classifica Billboard Japan Hot 100 è stata istituita a febbraio 2008, la RIAJ Digital Track Chart ad aprile 2009.
** Entrato in classifica nel 2010

## Altre canzoni in classifica
| Anno | Titolo                                                                         | Posizione in classifica | Posizione in classifica  | Album                              |
| Anno | Titolo                                                                         | Billboard Japan Hot 100 | RIAJ Digital Track Chart | Album                              |
| ---- | ------------------------------------------------------------------------------ | ----------------------- | ------------------------ | ---------------------------------- |
| 2010 | Majisuka Rock 'n' Roll (マジスカロックンロール?)                               | —                       | 14                       | Sakura no shiori (singolo)         |
| 2010 | Enkyori Poster (遠距離ポスター? "Long Distance Poster") (Team Play-Boy)        | —                       | 96                       | Sakura no shiori (singolo)         |
| 2010 | Jibun Rashisa (自分らしさ? "Yourselfness")                                     | —                       | 54                       | Kamikyokutachi                     |
| 2010 | Kimi to niji to taiyō to (君と虹と太陽と? "The Sun, The Rainbow and You")      | 35                      | 25                       | Kamikyokutachi                     |
| 2010 | Majijo Teppen Blues (マジジョテッペンブルース?)                                | —                       | 55                       | Ponytail to shushu (singolo)       |
| 2010 | Anata ga Ite Kureta Kara (あなたがいてくれたから?, "Because You Were with Me") | 97                      | 22                       | Set List: Greatest Songs Kanzenban |
| 2010 | Yasai Sisters (野菜シスターズ?, "Vegetable Sisters")                           | —                       | 73                       | Heavy Rotation (singolo)           |
| 2010 | Yoyaku Shita Christmas (予約したクリスマス?, "Christmas Appointment")          | —                       | 26                       | Chance no Junban (singolo)         |
| 2010 | Kurumi to dialogue (胡桃とダイアローグ?, "Chestnuts and Dialogue")             | —                       | 71                       | Chance no Junban (singolo)         |
| 2011 | Yankee Soul (ヤンキーソウル?)                                                  | 74                      | —                        | Everyday, Katyusha (singolo)       |
| 2012 | "First Rabbit"                                                                 | 43                      | —                        | 1830m                              |
| 2012 | "Yume no kawa" (夢の河?)                                                       | 38                      | —                        | Gingham Check                      |
| 2013 | "Tenohira ga katarukoto" (掌が語ること?)                                       | 83                      | —                        | Free Charity Single                |

## Album video

### Raccolte
1. Nogashita Sakanatachi ~Single Video Collection~
2. AKB ga Ippai ~The Best Music Video~

### Performance dal vivo
| Anno            | #   | Titolo | Pubblicazione     | Note                            |
| AKS             | AKS | AKS | AKS               | AKS                             |
| --------------- | --- | --- | ----------------- | ------------------------------- |
| 2006            | —   | Team A Party ga Hajimaru yo ~1st Stage~ (チームA PARTYが始まるよ 〜1st stage〜?)                                | 11 agosto 2006    | Edizione limitata a 1 000 copie |
| DefStar Records |     | |                   |                                 |
| 2007            | 1   | Team A 1st Stage «Party ga Hajimaru yo» (チームA 1st Stage「PARTYが始まるよ」?)                                 | 21 marzo 2007     |                                 |
| 2007            | 2   | Team A 2nd Stage «Aitakatta» (チームA 2nd Stage「会いたかった」?)                                               | 21 marzo 2007     |                                 |
| 2007            | 3   | Team A 3rd Stage «Dareka no Tame ni» (チームA 3rd Stage「誰かのために」?)                                       | 21 marzo 2007     |                                 |
| 2007            | 4   | Team K 1st Stage «Party ga Hajimaru yo» (チームK 1st Stage「PARTYが始まるよ」?)                                 | 21 marzo 2007     |                                 |
| 2007            | 5   | Team K 2nd Stage «Seishun Girls» (チームK 2nd Stage「青春ガールズ」?)                                           | 21 marzo 2007     |                                 |
| 2007            | —   | Starter Kit «Ima Kara Demo Maniau AKB48!!» (スターターキット「今からでも間に合うAKB48!!」?)                     | 21 marzo 2007     | Lim. ed. box set                |
| 2007            | 6   | Team A 4th Stage «Tadaima Ren'aichū» (チームA 4th Stage「ただいま恋愛中」?)                                     | 28 novembre 2007  |                                 |
| 2007            | 7   | Team K 3rd Stage «Nōnai Paradise» (チームK 3rd Stage「脳内パラダイス」?)                                        | 28 novembre 2007  |                                 |
| 2008            | 8   | Team B 1st Stage «Seishun Girls» (チームB 1st Stage「青春ガールズ」?)                                           | 26 marzo 2008     |                                 |
| 2008            | 9   | Himawarigumi 1st Stage «Boku no Taiyō» (ひまわり組 1st Stage「僕の太陽?)                                        | 23 aprile 2008    |                                 |
| AKS             |     | |                   |                                 |
| 2008            | 10  | Team B 2nd Stage «Aitakatta» (チームB 2nd Stage「会いたかった」?)                                               | 26 settembre 2008 |                                 |
| 2008            | 11  | Himawarigumi 2nd Stage «Yume wo Shinaseru Wake ni Ikanai» (ひまわり組 2nd Stage「夢を死なせるわけにいかない」?) | 5 ottobre 2008    |                                 |
| 2009            | 12  | Team B 3rd Stage «Pajama Drive» (チームB 3rd Stage「パジャマドライブ」?)                                        | 3 aprile 2009     |                                 |
| 2009            | 13  | Team K 4th Stage «Saishū Bell ga Naru» (チームK 4th Stage「最終ベルが鳴る」?)                                   | 11 settembre 2009 |                                 |
| 2010            | 14  | Team K 5th Stage «Saka Agari» (チームK 5th Stage「逆上がり」?)                                                  | 24 aprile 2010    |                                 |
| 2010            | 15  | Team B 4th Stage «Idol no Yoake» (チームB 4th Stage「アイドルの夜明け」?)                                       | 12 giugno 2010    |                                 |
| 2010            | 16  | Team A 5th Stage «Ren'ai Kinshi Jōrei» (チームA 5th Stage「恋愛禁止条例」?)                                     | 18 giugno 2010    |                                 |

## Video musicali
| N°    | Singolo | Artista       | Titolo | Video ufficiale su YouTube |
| Indie | Indie | Indie         | Indie | Indie                      |
| ----- | --- | ------------- | --- | -------------------------- |
| 01    | Sakura no hanabiratachi | AKB48         | Sakura no hanabiratachi |                            |
| 02    | Skirt, Hirari | AKB48         | Skirt, Hirari |                            |
| Major | |               | |                            |
| 01    | Aitakatta | AKB48         | Aitakatta |                            |
| 02    | Seifuku ga jama o suru | AKB48         | Seifuku ga jama o suru |                            |
| 03    | Keibetsu shiteita aijō | AKB48         | Keibetsu shiteita aijō |                            |
| 04    | Bingo! | AKB48         | Bingo! |                            |
| 05    | Boku no taiyō | AKB48         | Boku no taiyō |                            |
| 06    | Yūhi o miteiru ka? | AKB48         | Yūhi o miteiru ka? |                            |
| 07    | Romance, irane | AKB48         | Romance, irane |                            |
| 08    | Sakura no hanabiratachi 2008 | AKB48         | Sakura no hanabiratachi 2008 |                            |
| 09    | Baby! Baby! Baby! | AKB48         | Baby! Baby! Baby! |                            |
| 10    | Ōgoe diamond | AKB48         | Ōgoe diamond | guarda                     |
| 11    | 10nen zakura | AKB48         | 10nen zakura | guarda                     |
| 12    | Namida surprise! | AKB48         | Namida surprise! | guarda                     |
| 13    | Iiwake Maybe | AKB48         | Iiwake Maybe | guarda                     |
| 13    | Iiwake Maybe | Under Girls   | Tobenai agehachō | guarda                     |
| 14    | RIVER | AKB48         | RIVER | guarda                     |
| 14    | RIVER | Under Girls   | Kimi no koto suki dakara | guarda                     |
| 14    | RIVER | Theater Girls | Hikōkigumo (Theater Girls Ver.) | guarda                     |
| 15    | Sakura no shiori | AKB48         | Sakura no shiori | guarda                     |
| 15    | Sakura no shiori | AKB48         | Majisuka Rock 'n' Roll | guarda                     |
| 15    | Sakura no shiori | Team PB       | Enkyori Poster | guarda                     |
| 15    | Sakura no shiori | Team YJ       | Choose me! | guarda                     |
| 16    | Ponytail to shushu | AKB48         | Ponytail to shushu | guarda                     |
| 16    | Ponytail to shushu | Under Girls   | Nusumareta kuchibiru | guarda                     |
| 16    | Ponytail to shushu | Theater Girls | Boku no YELL | guarda                     |
| 16    | Ponytail to shushu | AKB48         | Majijo Teppen Blues | guarda                     |
| 17    | Heavy Rotation | AKB48         | Heavy Rotation | guarda                     |
| 17    | Heavy Rotation | Under Girls   | Namida no Seesaw Game | guarda                     |
| 17    | Heavy Rotation | Yasai Sisters | Yasai Sisters | guarda                     |
| 17    | Heavy Rotation | AKB48         | Lucky Seven | guarda                     |
| 18    | Beginner | AKB48         | Beginner | guarda                     |
| 19    | Chance no Junban | AKB48         | Chance no Junban | guarda                     |
| 20    | Sakura no ki ni narō | AKB48         | Sakura no ki ni narō | guarda                     |
| 21    | Everyday, Katyusha | AKB48         | Everyday, Katyusha | guarda                     |
| 21    | Everyday, Katyusha | AKB48         | Kore kara Wonderland | guarda un'anteprima        |
| 22    | Flying Get | AKB48         | Flying Get | guarda un'anteprima        |
| 22    | Flying Get | AKB48         | Flying Get (Dancing Version) | guarda                     |
| 22    | Flying Get | Under Girls   | Dakishimecha ikenai | guarda un'anteprima        |
| 23    | Kaze wa fuiteiru | AKB48         | Kaze wa fuiteiru |                            |
| 23    | Kaze wa fuiteiru | AKB48         | Kaze wa fuiteiru (DANCE! DANCE! DANCE! ver.) | guarda                     |
| 23    | Kaze wa fuiteiru | Under Girls   | Kimi no senaka | guarda un'anteprima        |
| 24    | Ue kara Mariko | AKB48         | Ue kara Mariko | guarda                     |
| 24    | Ue kara Mariko | AKB48         | Noël no Yoru | guarda un'anteprima        |
| 25    | GIVE ME FIVE! | AKB48         | GIVE ME FIVE! | guarda                     |
| 25    | GIVE ME FIVE! | Selection 6   | Sweet & Bitter | guarda un'anteprima        |
| 26    | Manatsu no Sounds Good! | AKB48         | Manatsu no Sounds Good! (Dance Ver.) | guarda                     |
| 26    | Manatsu no Sounds Good! | AKB48         | Gugutasu no sora | guarda un'anteprima        |
| 27    | Gingham Check | AKB48         | Gingham Check | guarda                     |
| 27    | Gingham Check | AKB48         | Yume no kawa | guarda un'anteprima        |
| 27    | Gingham Check | Under Girls   | Nante Bohemian | guarda un'anteprima        |
| 28    | Uza | AKB48         | Uza | guarda un'anteprima        |
| 28    | Uza | Under Girls   | Tsugi no season | guarda un'anteprima        |
| 28    | Uza | New Team A    | Kodoku no hoshizora |                            |
| 28    | Uza | New Team K    | Scrap & Build |                            |
| 28    | Uza | New Team B    | Seigi no Mikata ja Nai Hero |                            |
| 29    | Eien Pressure | AKB48         | Eien Pressure | guarda                     |
| 29    | Eien Pressure | AKB48         | Totteoki Christmas | guarda un'anteprima        |
| 29    | Eien Pressure | SKE48         | Tsuyogari Tokei |                            |
| 29    | Eien Pressure | AKB48         | Team B Oshi |                            |
| 29    | Eien Pressure | NMB48         | Ha! | guarda un'anteprima        |
| 29    | Eien Pressure | HKT48         | Hatsukoi Butterfly |                            |
| 29    | Eien Pressure | OKL48         | Eien Yori Tsuzuku Yō ni |                            |
| 30    | So Long! | AKB48         | So Long! | guarda                     |
| 30    | So Long! | Under Girls   | Waiting Room | guarda un'anteprima        |
| 30    | So Long! | Team A        | Ruby |                            |
| 30    | So Long! | Team K        | Yuuhi Marie |                            |
| 30    | So Long! | Team B        | Sokode Inu no Unchi Funjyaukane? |                            |
| 30    | So Long! | AKB48         | Sugar Rush |                            |
| 31    | Sayonara Crawl | AKB48         | Sayonara Crawl | guarda                     |
| 31    | Sayonara Crawl | Under Girls   | Bara no Kajitsu | guarda un'anteprima        |
| 31    | Sayonara Crawl | Team A        | Ikiru Koto |                            |
| 31    | Sayonara Crawl | Team K        | How Come? |                            |
| 31    | Sayonara Crawl | Team B        | Romance Kenjū |                            |
| 31    | Sayonara Crawl | BKA48         | Hasute to Wasute |                            |
| 32    | Koi Suru Fortune Cookie | AKB48         | Koi Suru Fortune Cookie | guarda                     |
| 32    | Koi Suru Fortune Cookie | Under Girls   | Ai no Imi wo Kangaete Mita | guarda un'anteprima        |
| 33    | Heart Electric | AKB48         | Heart Electric | guarda                     |
| 33    | Heart Electric | Under Girls   | Kaisoku to Doutai Shiryoku | guarda un'anteprima        |
| 34    | Suzukake no ki no michi de "kimi no hohoemi wo yume no miru" to itte shimattara bokutachi no kankei ha dō kawatte shimau n oka, bokunara ni nannichi ka kangaeta ue de no yaya kihazukashii ketsuron no yō na mono | AKB48         | Suzukake no ki no michi de "kimi no hohoemi wo yume no miru" to itte shimattara bokutachi no kankei ha dō kawatte shimau n oka, bokunara ni nannichi ka kangaeta ue de no yaya kihazukashii ketsuron no yō na mono | guarda                     |
| 34    | Suzukake no ki no michi de "kimi no hohoemi wo yume no miru" to itte shimattara bokutachi no kankei ha dō kawatte shimau n oka, bokunara ni nannichi ka kangaeta ue de no yaya kihazukashii ketsuron no yō na mono | AKB48         | Mosh & Dive | guarda un'anteprima        |
| 34    | Suzukake no ki no michi de "kimi no hohoemi wo yume no miru" to itte shimattara bokutachi no kankei ha dō kawatte shimau n oka, bokunara ni nannichi ka kangaeta ue de no yaya kihazukashii ketsuron no yō na mono | AKB48         | Party is over | guarda un'anteprima        |
| 34    | Suzukake no ki no michi de "kimi no hohoemi wo yume no miru" to itte shimattara bokutachi no kankei ha dō kawatte shimau n oka, bokunara ni nannichi ka kangaeta ue de no yaya kihazukashii ketsuron no yō na mono | SKE48         | Escape | guarda un'anteprima        |
| 34    | Suzukake no ki no michi de "kimi no hohoemi wo yume no miru" to itte shimattara bokutachi no kankei ha dō kawatte shimau n oka, bokunara ni nannichi ka kangaeta ue de no yaya kihazukashii ketsuron no yō na mono | NMB48         | Kimi to Deatte Boku wa Kawatta | guarda un'anteprima        |
| 34    | Suzukake no ki no michi de "kimi no hohoemi wo yume no miru" to itte shimattara bokutachi no kankei ha dō kawatte shimau n oka, bokunara ni nannichi ka kangaeta ue de no yaya kihazukashii ketsuron no yō na mono | HKT48         | Wink wa 3-Kai | guarda un'anteprima        |
| 35    | Mae shika Mukanee | AKB48         | Mae shika Mukanee | guarda un'anteprima        |
| 35    | Mae shika Mukanee | Smiling Lions | Kinou Yori Motto Suki | guarda un'anteprima        |
| 36    | Labrador Retriever | AKB48         | Labrador Retriever | guarda un'anteprima        |